# Hesenští
Dynastie Hesenských (německy Haus Hessen) nebo Hesenští je německá panovnická dynastie. V Hesensku vládla od roku 1264 do roku 1918, kdy byly svrženy všechny německé monarchie. Dynastie odvozuje své jméno od území kterému vládla. V roce 1264 se tedy zakladatel dynastie Jindřich I. Hesenský stal prvním hesenským lankrabětem. Byl to syn dolnolotrinského a brabantského vévody Jindřicha II. Brabantského z Lovaňské dynastie. Před svou smrtí v roce 1567 rozdělil Filip I. zemi mezi své 4 syny. Postupem času zůstaly pouze 2 největší části držené nejstarší linií Hesensko-Kasselsko a území nejmladší linie Hesenska-Darmstadtska. Hesensko-Kasselsko bylo v roce 1803 povýšeno Napoleonem na říšské kurfiřtství a Hesensko-Darmstadtsko bylo pět Napoleonem povýšeno na velkovévodství. Hesensko-Kasselsko bylo v roce 1866 připojeno k Prusku, ale Hesensko-Darmstadtsko zaniklo až po druhé světové válce, když došlo k vytvoření moderního Hesenska.
V současnosti je hlava dynastie Hesenských lankrabě Mořic Hesenský, který získal jak trůn hesenského velkovévodství v roce 1968 (kdy vymřela hesensko-darmstadtská linie) a trůn kurfiřtství hesenského získal po smrti jeho otce v roce 1980, byly tak spojeny nároky na většinu území Hesenska.

## Hesenská lankrabata (1264–1567)
- Jindřich I. – (1264–1308)
- Otto I. – (1308–1328), do roku 1311 pouze v Marbursku
- Jan I. – (1308–1311), pouze v Kasselsku
- Jindřich II. – (1328–1376)
- Heřman II. – (1376–1413), od roku 1367 co-regent
- Ludvík I. – (1413–1458)

1458–1500: rozděleno na Horní a Dolní Hesensko
- Vilém II. – (1500–1509), spojil obě části Hesenska
- Filip I. Hesenský – (1509–1567), podporoval reformaci, zavedl protestantství v Hesensku, rozdělil zemi mezi syny

### Lankrabata Dolního Hesenska (Kasselsko, 1458–1500)
- Ludvík II. – (1458–1471)
- Vilém I. – (1471–1493)
- Vilém II. – (1493–1509), spojil obě části Hesenska

### Lankrabata Horního Hesenska (Marbursko, 1458–1500)
- Jindřich III. – (1458–1483)
- Vilém III. – (1483–1500)

## Hesensko-kasselská větev

### Hesensko-kasselská lankrabata
Lankrabství Hesensko-Kasselsko vzniklo v roce 1567, kdy bylo po smrti hesenského lankraběte Filipa I. rozděleno hesenské lankrabství mezi jeho 4 syny a nejstarší Vilém získal severní část jako lankrabství Hesensko-Kasselsko (nebo Hesensko-Casselsko). Tím se také rod rozdělil do jednotlivých linií.
Lankrabství Hesensko-Kasselsko se rozšířilo v roce 1604, kdy Mořic, lankrabě Hesenska-Kasselska, zdědil Lankrabství Hesensko-Marburg od jeho bezdětného strýce, Ludvíka IV. (1537–1604).
V roce 1720 se stal švédským králem Fridrich I., budoucí lankrabě Hesenska-Kasselska, kterým se stal, ale až v roce 1730 tedy 10 let po tom co se stal švédským králem. Jak králem tak lankrabětem zůstal až do své smrti v roce 1751. Ve Švédsku ale po jeho smrti nastoupil jako král Adolf Fridrich. V Hesensku-Kasselsku po něm nastoupil jeho mladší bratr Vilém VIII., který fakticky vládl již od doby co zastupoval bratra který trvale pobýval ve Švédsku.
V roce 1803 bylo Napoleonem povýšeno na říšské kurfiřtství.
- Vilém IV. – (1567–1592), první syn Filipa I. Hesenského
- Mořic – (1592–1627), jeho syn
- Vilém V. – (1627–1637)
- Vilém VI. – (1637–1663)
- Vilém VII. – (1663–1670)
- Karel I. – (1675–1730)
- Fridrich I. – (1730–1751)
- Vilém VIII. – (1751–1760)
- Fridrich II. – (1760–1785)
- Vilém IX. – (1785–1803), od roku 1803 kurfiřt hesenský

### Hesenští kurfiřti
V roce 1803 bylo tehdejší Lankrabství Hesensko-Kasselsko povýšeno Napoleonem na říšské kurfiřtství Hesensko (Kurhessen). Dočasně bylo zrušeno jelikož v letech 1806–1813 bylo součástí napoleonovského Vestfálského království. Po Napoleonově porážce bylo v roce 1813 obnoveno, i když už ne v pozici kurfiřtství, ale označení si v oficiálním názvu z prestižních důvodů ponechalo. Zaniklo v roce 1866, kdy bylo jako spojenec Rakouska v Prusko-rakouské válce, kterou Rakousko prohrálo.
- Vilém I. – (1803–1821), v letech 1806–1813 v exilu
- Vilém II. – (1821–1847)
- Fridrich Vilém – (1847–1866), od roku 1831 byl regentem za nemocného otce, v roce 1866 je kurfiřtství připojeno k Prusku

Na konci první světové války byl Hesensko-kasselský princ Fridrich Karel (švagr císaře Viléma II.) zvolen finským králem jako Väinö I., kde bohužel nikdy nevládl, taktéž v důsledku německé porážky ve válce.

Galerie
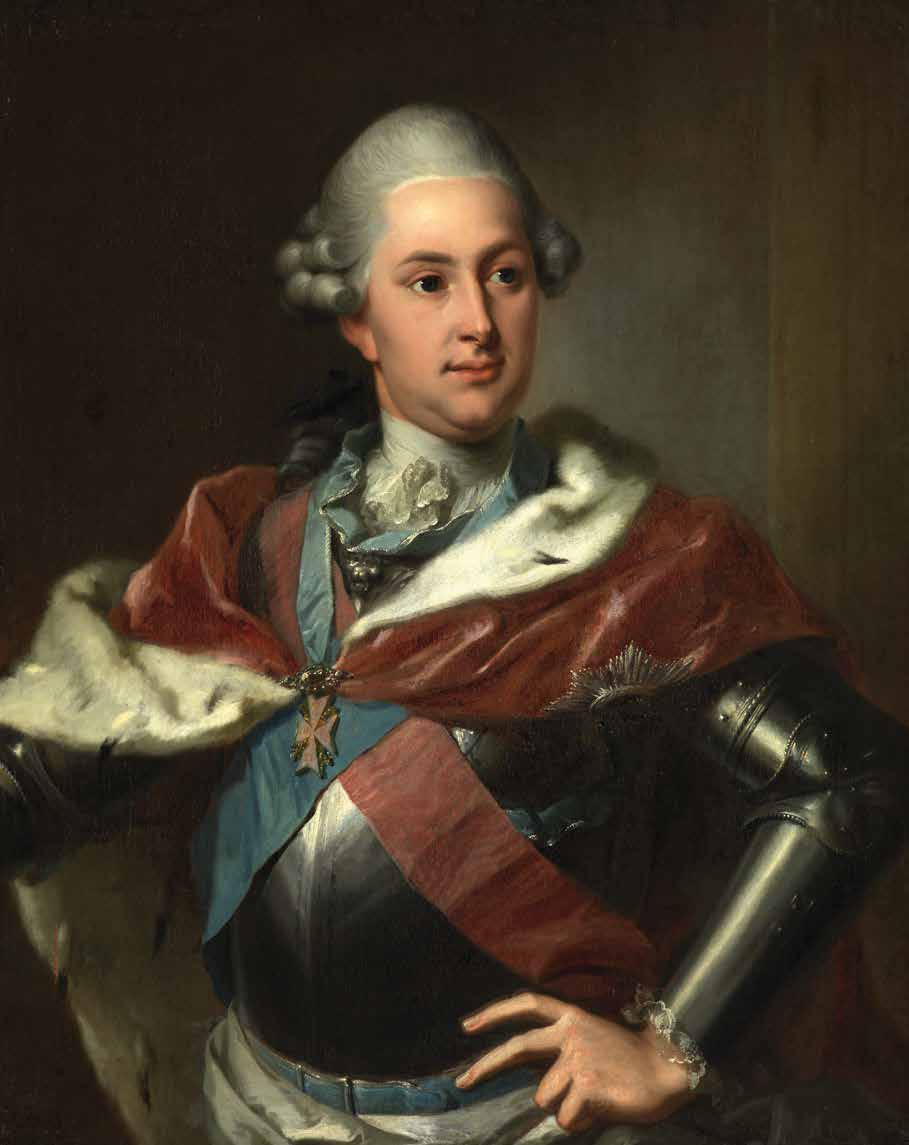
Vilém I.
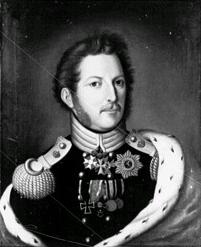
Vilém II.
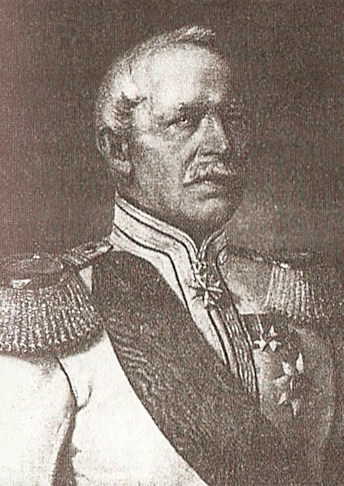
Fridrich Vilém
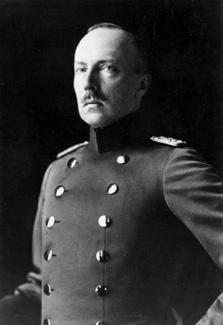
Fridrich Karel (Vaino I.)

## Hesensko-darmstadtská větev

### Hesensko-darmstadtská lankrabata
- Jiří I. – (1567–1596), čtvrtý syn Filipa I. Hesenského
- Ludvík V. – (1596–1626)
- Jiří II. – (1626–1661)
- Ludvík VI. – (1661–1678), první syn
- Ludvík VII. – (1768–1678), druhý syn
- Arnošt Ludvík – (1678–1739), jeho syn
- Ludvík VIII. – (1739–1768)
- Ludvík IX. – (1768–1790)
- Ludvík X. – (1790–1806), od roku 1806 velkovévoda Hesenský jako Ludvík I.

### Hesenští velkovévodové
Hesenské velkovévodství vzniklo v roce 1806, kdy Napoleon Bonaparte povýšil lankrabství Hesensko-Darmstadtské na velkovévodství, od té doby se Hesensko-Darmstadtsko oficiálně nazývalo Velkovévodství Hesenské. V roce 1815 byl na Vídeňském kongresu byl jeho velkovévodský status potvrzen, ale přišlo o svá Vestfálská léna, náhradou za to ale obdrželo území známé jako tzv. Rýnské Hesensko včetně důležité pevnosti v Mohuči. Díky tomu změnilo v roce 1816 oficiální název na velkovévodství Hesenské a Porýnské, se stalo nezávislým členem Německého spolku.
V roce 1867 po Prusko-rakouské válce (v níž bylo spojencem Rakouska) se stalo resp. jeho severně od řeky Mohan položená část součástí Severoněmeckého spolku a muselo podstoupit některá okrajová území Prusku. V roce 1871 se jako většina zbylých nezávislých německých států stalo součástí Německého císařství. Dcera velkovévody Ludvíka IV. princezna Alexandra se stala v roce 1894 manželkou ruského cara Mikuláše II. V důsledku německé porážky v první světové válce se v listopadu 1918 rozhořela v německu revoluce, která svrhla všechny německé monarchie. A tak dne 22. listopadu 1918 zde byla po odstoupení posledního velkovévody Ernesta Ludvíka vyhlášena republika resp Lidový stát Hesensko (německy Volsstaat Hessen).
- Ludvík I. – (1806–1830), do roku 1806 lankrabě Hesenska-Darmstadtska jako Ludvík X.
- Ludvík II. – (1830–1848)
- Ludvík III. – (1848–1877)
- Ludvík IV. – (1877–1892)
- Arnošt Ludvík – (1892–1918)

Galerie
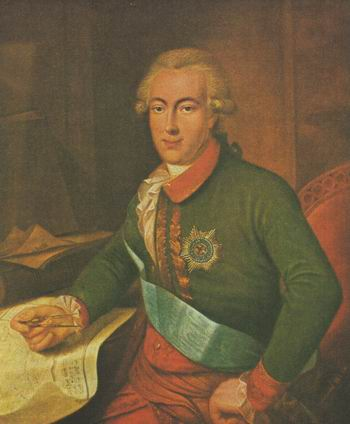
Ludvík I.
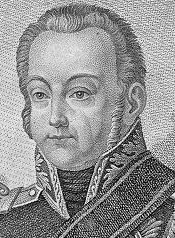
Ludvík II.
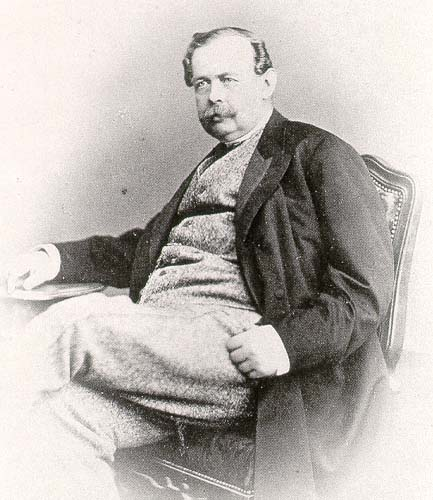
Ludvík III.
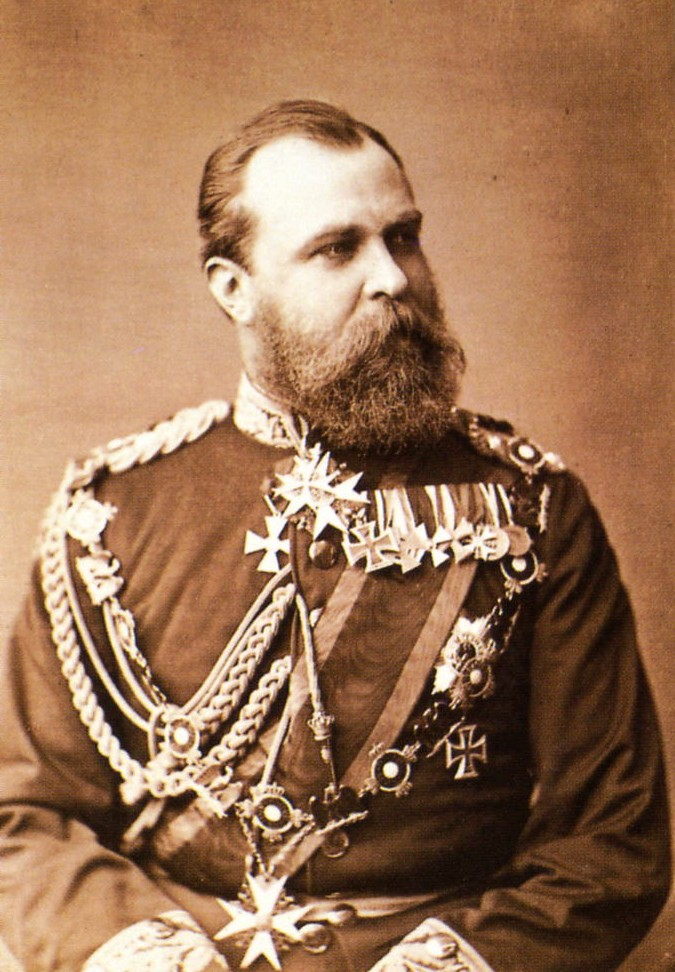
Ludvík IV.
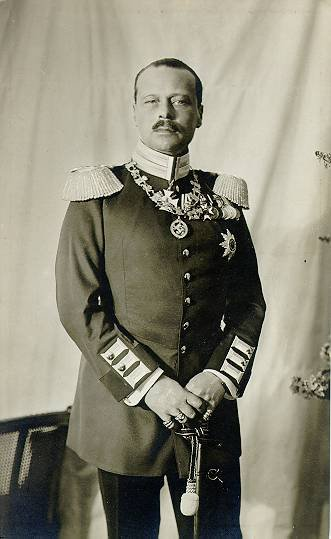
Arnošt Ludvík